# Hikari Sentai Maskman
Hikari Sentai Maskman (光戦隊マスクマン Hikari Sentai Masukuman?) (traducido como Escuadrón Luminoso Maskman) es el título de la 11.ª temporada de la franquicia Super Sentai Series, producida por Toei Company, y emitida en TV Asahi del 28 de febrero de 1987 al 20 de febrero de 1988, contando de 51 episodios. El título que le dio Toei para su distribución internacional fue simplemente Maskman.
Fue la primera temporada de Super Sentai en la que cada uno de los héroes tuvo un mecha individual para formar un gran robot, la primera que introdujo disciplinas de artes marciales no japonesas y también la última temporada en ser emitida completamente durante la era Showa.[cita requerida]

## Argumento
El comandante Sugata es un científico sabio que destaca en el refuerzo mental y es maestro de todas las discipilinas de artes marciales. Descubrió la existencia del Imperio Subterráneo Tube, una vez un pacífico reino que se convirtió en una fuerza maligna bajo el misterioso Zeba, que desea conquistar la superficie. Para enfrentarse a ellos y frustrar sus planes, Sugata recluta a cinco jóvenes para que se conviertan en los Maskman. Cada uno se especializa en un estilo de artes marciales, y Sugata les enseña el camino de la mística energía del "poder del Aura". Un año después de reclutar y entrenar a los Maskman, el imperio Tube está listo para atacar. La princesa Ial, de la depuesta familia real Igam, enviada como espía y que asume la identidad de Mio, se enamora de Takeru, y desea que la gente de abajo y de arriba pueda convivir en paz. Es secuestrada y apresada en hielo por su traición. Mientras Takeru y los Maskman luchan contra Tube, descubren la relación entre Ial e Igam, y un terrible secreto sobre Zeba, el líder de Tube.

## Personajes

### Maskman
Maskman es el nombre del Escuadrón de la Luz secreto de Sugata. Antes de que apareciera Tube, el grupo usó la tapadera de ser un equipo de carreras de Sugata.
- Takeru (タケル?)/Red Mask (レッドマスク Reddo Masuku?): El líder del grupo. Tiene 23 años, y es especialista en karate y conductor de Fórmula 1. Sugata se fijó en él un año antes del comienzo de la serie, cuando salvó a un bebé de estrellarse contra las vías del tren. Sugata entonces le ofreció un puesto en el equipo Maskman. Su amor por Mio y su deseo de encontrarla son su motivación. Su gesto de meditación es el Zai (Manos abiertas con el pulgar y el índice juntos), que significa control sobre las fuerzas de la Naturaleza.
- Kenta (ケンタ?)/Black Mask (ブラックマスク Burakku Masuku?): Tiene 21 años y está especializado en Kobudō. Trabajó como mecánico para el Sugata Racing Team, y una vez trabajó para el Sun Racing Team. Su gesto de meditación es el Jin (todos los dedos enlazados en el puño), que significa adivinar los pensamientos e intenciones de otros.
- Akira (アキラ?)/Blue Mask (ブル-マスク Burū Masuku?): Es el más joven de Maskman, con 16 años. Es un boxeador chino y experto en Jian. Su padre murió cuando era pequeño, y es hijo único. Se mudó a Tokio para perfeccionar sus habilidades en artes marciales y para unirse a los Maskman. Siempre alegre, le encantan las manzanas y es fan de Yoko Minamino. Su gesto de meditación es el Retsu (los puños juntos con el índice derecho sobresaliendo), que significa dominio sobre el tiempo y el espacio.
- Haruka (ハルカ?)/Yellow Mask (イエローマスク Ierō Masuku?): Tiene 19 años, y fue criada en una familia de ninjas, educada para seguir la tradición sacrificando su infancia. Obligada por su padre a abandonar todo lo femenino para que se enfocara en su entrenamiento, tiene un aspecto masculinizado y es una fiera luchadora. Es especialmente inteligente y le encanta bailar, ya que da clases a una niña que no puede permitirse dar lecciones de baile. Su gesto de meditación es el Tō (Todos los dedos juntos en un puño excepto el anular y el meñique), que significa armonía con el universo.
- Momoko (モモコ?)/Pink Mask (ピンクマスク Pinku Masuku?): Tiene 19 años y es experta en Tai Chi Chuan, y además es fuerte y dedicada. Es una joven de corazón puro, y suele enseñar Tai Chi a los jóvenes. Una vez, por casualidad, conoció a la madre de Ial e Igam, quien le regaló una flor santa conocida como Carollove. Momoko la guarda como un tesoro porque le salvó la vida cuando se cayó de niña bajo tierra. Las cuatro primeras letras de su nombre son el kanji de su color. Su gesto de meditación es el Sha (Todos los dedos juntos en un puño salvo los índices), que significa autocuración.

### Aliados
- Comandante Sanjuro Sugata (姿 三十郎 長官 Sugata Sanjūrō-chōkan?): Sugata es un científico y experto en artes marciales que formó el equipo Maskman. Es un hombre sabio excelente en refuerzo mental y en todas las artes marciales. Fue el primero que descubrió la existencia de Tube y su plan para conquistar la superficie. Es el dueño del Sugata Racing, un equipo de carreras en el que Takeru es piloto, y en el que Kenta trabajó como mecánico.
- Dra. Azuma (東 博士 Azuma-hakase?): La asistente de Sugata, trabaja en la sala informática y monitorea el rendimiento del equipo Maskman.
- Yu (ユウ Yū?, 11): La hija de Ijin, del clan Fu. Es una ninja pícara que trabaja buscando cualquier reliquia de Tube que pueda revelar la verdadera identidad de Zeba.
- Doctor Akira Yamagata (山形 晃 博士 Yamagata Akira-hakase?): El creador fallecido de Galaxy Robo y un antiguo amigo de Sugata. Durante los principios del desarrollo del Proyecto-M, Yamagata construyó a Galaxy Robo por su cuenta para proporcionar al futuro equipo Maskman otro Robot además de los Great Five de Sugata. Sin embargo, murió durante un terrible accidente mientras lo probaba. Le sobrevivió su única hija, Yumi (由美?), que piensa que Galaxy Robo, programado con una voluntad propia, fue el responsable de la muerte de su padre. Sin embargo, una grabación de Yamagata durante su prueba final de Galaxy Robo prueba que su muerte fue totalmente accidental y que no fue culpa de Galaxy Robo.
- Ryo Asuka (飛鳥 リョー Asuka Ryō?): Un antiguo discípulo de Sugata elegido para formar parte del Proyecto-M, que le dio la habilidad de transformarse en X1 Mask (X1マスク Ekkusu Wan Masuku?), un predecesor del equipo Maskman principal. Sin embargo, Ryo abandonó la unidad de Sugata después de que su novia Yūko (ユウコ?) fuera asesinada durante una emboscada de Tube, haciendo que Ryo dudara de su capacidad de proteger el mundo si no pudo proteger a la mujer que amaba. Ryo llega para ayudar al equipo Maskman cuando Magma Doggler les vence. Con la ayuda de Takeru, Ryo recupera su confianza en sí mismo y ayuda al equipo a defender a Magma Doggler, pero a costa de sus propios poderes. Al final, abandona al equipo Maskman para enseñar artes marciales a niños, con un renovado sentido de esperanza. Como X1 Mask, Ryo lleva un traje verde con un pañuelo blanco y un casco con forma de cara, con un visor para cada ojo, similar a los trajes de Battle Fever J. Aunque no fue un personaje regular, X1 Mask es considerado precursor y prototipo de los futuros "sextos guerreros" que aparecieron en temporadas posteriores de Super Sentai a partir de Kyōryū Sentai Zyuranger.

### Arsenal
- Masking Brace (マスキングブレス Masukingu Buresu?): El dispositivo de transformación de Maskman. Funciona con el comando "Aura Mask!" (オーラマスク！ Ōra Masuku!?).
- Laser Magnum (レーザーマグナム Rēzā Magunamu?): Las armas básicas del equipo que pueden usarse como pistolas o espadas.
- Masky Blade (マスキーブレード Masukī Burēdo?): El arma personal de Red Mask, una espada.
- Masky Rod (マスキーロッド Masukī Roddo?): El arma personal de Black Mask, un sansetsukon.
- Masky Tonfas (マスキートンファー Masukī Tonfā?): El arma personal de Blue Mask, un par de Tonfas.
- Masky Rotor (マスキーローター Masukī Rōtā?): el arma personal de Yellow Mask, un disco que puede lanzarse como un yo-yo.
- Masky Ribbon (マスキーリボン Masukī Ribon?): El arma personal de Pink Mask, un listón de ginmasia.
- Shot Bomber (ショットボンバー Shotto Bonbā?): El primer cañón definitivo. Destruido en el episodio 27.
- Jet Cannon (ジェットカノン Jetto Kanon?): El segundo cañón definitivo, fabricado para reemplazar al Shot Bomber. Sirve también como dispositivo volador para Red Mask.
- Spin Cruiser (スピンクルーザー Supin Kurūzā?): Un Buggy basado en el diseño del vehículo de competición Sugata Super F1. Lo conduce Red Mask y dispara el Spin Magnum.
- Mask Roaders (マスクローダー Masuku Rōdā?): Las motocicletas de los demás miembros del equipo.

### Mechas
- Great Five (グレートファイブ Gurēto Faibu?): Un robot gigante que se forma a partir de la combinación de cinco componentes ante el comando "¡Fusión! ¡Five Cross!". 
  - Masky Fighter (マスキーファイター Masukī Faitā?): Lo pilota Red Mask. Forma la cabeza y el pecho de Great Five.
  - Masky Drill (マスキードリル Masukī Doriru?): Lo conduce Black Mask. Puede disparar un taladro, y forma el torso y la parte superior de las piernas de Great Five, y la Great Gun.
  - Masky Tank (マスキータンク Masukī Tanku?): Lo conduce Blue Mask. Puede disparar el Tank Cannon y forma la parte inferior de las piernas del Great Five.
  - Masky Jet (マスキージェット Masukī Jetto?): Lo pilota Yellow Mask. Forma el brazo izquiero del Great Five y el Five Shield.
  - Masky Gyro (マスキージャイロ Masukī Jairo?): Lo pilota Pink Mask y forma el brazo derecho del Great Five y el Gyro Cutter.
- Land Galaxy (ランドギャラクシー Rando Gyarakushī?): El tráiler tractor gigante de los Maskman, pilotado por todo el equipo. Se construyó como parte de una competición para decidir el mecha que los Maskman utilizarían, pero se consideró que era demasiado difícil de controlar cuando aparentemente mató a su creador. Solo cuando Tube capturó al Great Five fue cuando los Maskman encontraron el Land Galaxy y lo añadieron a su arsenal. Cuando se usa el comando "Galaxy Change!", se convierte en Galaxy Robo (ギャラクシーロボ Gyarakushī Robo?).
- Turbo Ranger (ターボランジャー Tābo Ranjā?): Un portamechas con forma de coche de carreras gigante que transporta los componentes del Great Five y el Land Galaxy.[notas 2]

### Imperio Subterráneo Tube
El Imperio Subterráneo Tube (地底帝国チューブ Chitei Teikoku Chūbu?) se describe como un imperio subterráneo pacífico que nació hace cinco milenios y fue gobernado por la familia Igam. Una vez cayó bajo el control del usurpador Zeba, Tube comenzó a prepararse para la guerra contra la superficie. Se establecen en el Castillo Subterráneo hasta que Zeba hace que lo destruyan.
- Emperador Subterráneo Zeba (地帝王ゼーバ Chiteiō Zēba?): Zeba es el líder de Tube. Odia a todos los seres humanos, y es un maestro en el Aura Oscura que desea convertir la superficie en un lugar frío y oscuro. Al asumir el trono, Zeba corrompe el reino y lo convierte en un lugar violento, esclavizando a todos los humanos subterráneos.
- Principe Imperial Subterráneo Igam (地帝王子イガム Chiteiōshi Igamu?): La hermana gemela mayor de la princesa Ial, fue criada como un hombre para un día asumir el trono, hasta que Zeba destronó a sus padres. Así, se dejó vivir a Ial para servir a Zeba como una de sus guerreras más preciadas. Está entrenada en el arte del combate por el Clan Fu, y usa sus guantes de dragón para ejecutar ataques.
- Bestia de las Curiosidades Subterráneas Anagmas (地奇地奇獣アナグマス Chiki Chikijū Anagumasu?): Es una bestia con sobrepeso de 300 años de edad que lo sabe todo, un maestro de las artes oscuras que usa un mazo de croquet como arma. Como consejero de Zeba, puede acceder con libertad a la Biblioteca Subterránea, que contiene la historia de la civilización Tube.
- Comandante Imperial Subterráneo Baraba (地帝指令バラバ Chitei Shirei Baraba?): Un experto espadachín, frío, sádico y sin escrúpulos, y hombre fuerte de la tribu Baluga. Es rival de Igam. Lleva un arma tan pesada que solo él tiene fuerza para usar en batalla.
- Ninja Imperial Subterráneo Oyobu (地帝忍オヨブー Chiteinin Oyobū?): Un ninja de la tribu Buyon, de piel roja y largas orejas puntiagudas que sirve a Baraba. Puede lanzar fuego con sus manos y correr casi a la velocidad de la luz.
- Ninja Imperial Subterráneo Fumin (地帝忍フーミン Chiteinin Fūmin?): Una Kunoichi del clan Fu, un grupo de ninjas que llevan sirviendo a la familia Igam desde hace generaciones. Puede lanzar shurikens y fuego por la boca, y sus habilidades rivalizan con las de Haruka. También puede disfrazarse.
- Bestia de Energía Okelampa (エネルギー獣オケランパ Enerugījū Okeranpa?): Un híbrido entre insecto y molusco que emerge cuando los Maskman derrotan a los monstruos de Tube. Con su rayo, puede hacerlos crecer.
- Soldados Ungler (アングラー兵 Angurā Hei?): Los soldados de campo de Tube, de piel negra con parras que les cubren el rostro.

#### Kiros
- Caballero Ladrón Kiros (盗賊騎士キロス Tōzoku Kishi Kirosu?): Un vagabundo subterráneo que no responde ante nadie y que no tiene reparos en conseguir todo lo que desea. Kiros ve la belleza de Ial e intenta hacerla suya. La salva del Abismo del Viento del Infierno, pero se cae al foso. Tras lograr escapar, Kiros ataca a los Maskman, exigiendo a Ial a cambio de ayudar a Tube. Descubre la relación entre Takeru e Ial y se convierte en su enemigo, buscando su muerte.

#### Otros
- Princesa Ial (イアル姫 Iaru-hime?): Es la hermana gemela de Igam, y Tube la envió a la superficie como espía, con el nombre de Mio (美緒 Mio?). Una vez en la superficie, Ial conoce y se enamora de Takeru. Cuando las fuerzas de Tube están listas para atacar, ella avisa a Takeru, pero Igua la captura. Una vez ante Zeba, Ial es sentenciada a la Congelación Eterna, para vivir una pesadilla sin fin atrapada en el hielo.
- Lalaba (ララバ Raraba?): Es la madre de Baraba, que le crio en la ideología de la tribu Baluga.
- Dragón Igam (イガム竜 Igamuryu?): Es el guardián de Igam, que sólo sigue su voluntad. Ella lo revive para luchar contra los Maskman, pero una vez que lo hace, el dragón la ayuda en secreto dándole la perla que contiene la verdad sobre Zeba.

## Episodios
1. La misteriosa y bella fugitiva (美しき謎の逃亡者 Utsukishiki Nazo no Tōbōsha?)
2. ¡Extraño! El oscuro castillo subterráneo (怪奇！ 闇の地底城 Kaiki! Yami no Chiteijō?)
3. El primer paso hacia lo desconocido (未知への第一歩！ Michi e no Daiippo?)
4. ¡Arded! ¡Espíritus de la F1! (燃やせ！ F1魂！ Moyase! Efu Wan Tamashii!?)
5. El pequeño espadachín, Blue (小さな剣士ブルー Chiisa na Kenshi Burū?)
6. El dios de la mano de los sueños (夢のゴッドハンド Yume no Goddo Hando?)
7. ¡Explota! El amor de Kenta (爆発！ケンタの愛 Bakuhatsu! Kenta no Ai?)
8. ¡Arde! La espada de la flor (燃えろ！花の剣！ Moero! Hana no Ken!?)
9. ¡Combinación! El aura de la vida (合体！命のオーラ Gattai! Inochi no Ōra?)
10. Igam contra Takeru (イガムVSタケル Igamu Tai Takeru?)
11. El refugiado del subsuelo (地底からの亡命者 Chitei Kara no Bōmeisha?)
12. ¡Un desafío! El orgullo de un Shinobi (挑戦！忍びの誇り Chōsen! Shinobi no Hokori?)
13. ¡Caza a la estrella! (アイドルを追え！ Aidoru o Oe!?)
14. ¡La gran evasión hacia el cielo azul! (青空への大脱出！ Aozora e no Dai Dasshutsu!?)
15. ¡Hasta siempre, querida flor! (さらば愛しき花よ！ Saraba Itoshiki Hana yo!?)
16. ¡Mortífero! El llameante Baraba (必殺！炎のバラバ Hissatsu! Honō no Baraba?)
17. ¡Aplástalo! El laberinto infernal (破れ！地獄の迷宮 Yabure! Jigoku no Meikyū?)
18. ¡La querida muñeca chupadora de sangre! (愛しの吸血人形！ Itoshi no Kyūketsu Ningyō!?)
19. ¡Aparición! Anagumas (妖魔！ アナグマス Yōma! Anagumasu?)
20. ¡Una trampa! El robot gigante que se hunde (罠！ 沈む巨大ロボ Wana! Shizumu Kyodai Robo?)
21. La sombra oscura del valle de la niebla (霧の谷の黒い影 Kiri no Tani no Kuroi Kage?)
22. ¡Los vientos y nubes de una tormenta de aura! (風雲オーラの嵐！ Fūun Ōra no Arashi!?)
23. Mio, que se ha convertido en demonio (悪魔になった美緒 Akuma ni Natta Mio?)
24. La gruta del niño monstruo (鍾乳洞の少年怪獣 Shōnyūdō no Shōnen Kaijū?)
25. ¿¡La amante de Akira!? (アキラの恋人！？ Akira no Koibito!??)
26. ¡Las vidas que desaparecieron en la arena caliente! (熱砂に消えた命！ Nessa ni Kieta Inochi!?)
27. ¡El caballero ladrón Kiros!! (盗賊騎士キロス！ Tōzoku Kishi Kirosu!?)
28. ¿¡Mio es la princesa Ial!? (美緒がイアル姫！？ Mio ga Iaru-hime!??)
29. La nueva arma letal de la amistad (友情の新必殺武器 Yūjō no Shin Hissatsu Buki?)
30. ¡¡Mama!! ¡El grito de Baraba! (ママ！！バラバの絶叫！ Mama!! Baraba no Zekkyō!?)
31. ¡Aparece! La deidad guardiana Igam Dragon (出現！守護神イガム竜 Shutsugen! Shugoshin Igamuryū?)
32. El arranque mortal de Oyobu (オヨブー必殺走り Oyobū Hissatsu Hashiri?)
33. ¡Takeru!! ¡Rompe su amor! (タケルよ！愛を斬れ！ Takeru yo! Ai o Kire!?)
34. Las intenciones amorosas y asesinas de Blue (愛と殺意のブルース Ai to Satsui no Burūsu?)
35. ¡El misterio de Zeba! La tumba prohibida (ゼーバの謎！ 禁断の墓 Zēba no Nazo! Kindan no Haka?)
36. ¡Eliminación! Las gemelas destructivas (消滅！双子の破壊少女 Shōmetsu! Futago no Hakai Shōjo?)
37. Soldados que apuestan con sus sueños (夢に賭ける戦士たち Yume ni Kakeru Senshitachi?)
38. La hora de eliminar a Takeru (タケルが消される時間 Takeru ga Kesareru Jikan?)
39. ¡Revive! El misterioso X1 Mask (復活！謎のX1マスク Fukkatsu! Nazo no Ekkusu Wan Masuku?)
40. ¡Resurrección! La encantadora melodía (甦れ！愛のメロディー Yomigaere! Ai no Merodī?)
41. Las ladronas Haruka y Momoko (女強盗ハルカ&モモコ Onna Gōtō Haruka to Momoko?)
42. ¡Vuela! El poema de un chico tímido (翔べ！いじけ少年の詩 Kakebe! Ijike Shōnen no Shi?)
43. ¡Akira pierde la vista! El misterioso hechizo (アキラ失明！ 謎の呪文 Akira Shutsumei! Nazo no Jumon?)
44. ¡Transfórmate! El espadachín del imperio subterráneo Akira (変身！ 地帝剣士アキラ Henshin! Chitei Kenshi Akira?)
45. ¡Príncipe Igam! ¡Eres una mujer! (イガム王子！君は女！ Igamu-ōji! Kimi wa Onna!?)
46. ¡Contraataque! El secreto del estanque sangriento (逆襲！血の池の秘密 Gyakushū! Chi no Ike no Himitsu?)
47. ¡La noche anterior al ataque! La danza de la muerte (出撃前夜！ 死の踊り Shutsugeki Zen'ya! Shi no Odori?)
48. ¡Baraba! Muerte por traición (バラバ！裏切りに死す Baraba! Uragiri ni Shisu?)
49. La revivida princesa Ial (よみがえったイアル姫 Yomigaetta Iaru-hime?)
50. ¡Zeba! ¡La identidad del horror! (ゼーバ！戦慄の正体 Zēba! Senritsu no Shōtai?)
51. ¡La gran destrucción del Castillo del Imperio Subterráneo! (地帝城大崩壊！ Chitei Shiro Dai Hōkai!?)

### Película
- Hikari Sentai Maskman (光戦隊マスクマン Hikari Sentai Masukuman?): Estrenada el 18 de julio de 1987.

## Reparto
- Takeru: Ryōsuke Kaizu
- Kenta: Kōichi Kusakari
- Akira: Issei Hirota
- Haruka: Yuki Nagata
- Momoko: Kanako Maeda
- Comandante Sanjūrō Sugata: Hayato Tani
- Dra. Azuma: Reiko Shichida
- Yu: Yu Aihara
- Dr. Akira Yamagata: Tomoki Kenmochi
- Ryo Asuka: Shinji Higashi
- Emperador Zeba: Seizō Katō
- Príncipe Igam/Princesa Ial: Mina Asami
- Anagmas: Takuzo Kamiyama
- Comandante Baraba: Keijiro Shiga
- Oyubu: Yoshinori Okamoto
- Fumin: Koari Kubota
- Okelampa: Nobu Shinoda
- Kiros: Shunta Fuchino
- Laraba: Machiko Soga
- Narrador: Hiroshi Takeda

## Temas musicales

### Tema de apertura
- Hikari Sentai Maskman (光戦隊マスクマン Hikari Sentai Masukuman?)
  - Letra: Masao Urino
  - Música: Daisuke Inōe
  - Arreglos: Daito Fujita
  - Intérprete: Hironobu Kageyama

### Tema de cierre
- Ai no Soldier (愛のソルジャー Ai no Sorujā?, Soldado de amor)
  - Letra: Masao Urino
  - Música: Daisuke Inōe
  - Arreglos: Daito Fujita
  - Intérprete: Hironobu Kageyama

## Emisiones internacionales

### Francia
En 1988, la serie se dobló al francés y se estrenó en Francia con el título de Bioman 2, ya que se publicitó como la secuela directa de Chōdenshi Bioman.

### Brasil
La serie se emitió en Rede Manchete (actual RedeTV!) como Defensores da Luz Maskman (Maskman, los defensores de la luz) entre 1991 y 1993.

### Filipinas
La serie se dobló al tagalo como Laser Squadron Maskman, y se emitió en IBC-13 en 1989, siendo uno de los programas de mayor audiencia en Filipinas. Al igual que en Francia, se publicitó como secuela de Bioman.

### Indonesia
En Indonesia, la serie se emitió en RCTI entre 1994 y 1995, y después se repuso en SCTV entre 1996 y 1997.

### Tailandia
Maskman se emitió en Tailandia, en Channel 3, entre 1989 y 1990.

### Malasia
La serie se dobló al lenguaje malayo y se estrenó como Maskman en TV2 a principios de los noventa.